# Terry Dodson
Terry Dodson est dessinateur de comics américain.
Il est connu pour son travail sur des séries comme Harley Quinn, Trouble, Marvel Knights Spider-Man, Wonder Woman et Uncanny X-Men. Ses dessins sont habituellement encrés par sa femme Rachel Dodson, qui est aussi une coloriste de comics.

## Carrière
En 2006, il dessine sa première bande dessinée européenne pour Les Humanoïdes Associés, Coraline, premier tome de la série Songes, sur un scénario de Denis-Pierre Filippi. Le second et dernier tome, Célia parait en 2012.
En 2021 il sort chez glénat adventureman avec Fraction au scénario. Puis le tome 2 en 2022.